# Proserpinaca palustris
Proserpinaca palustris är en slingeväxtart som beskrevs av Carl von Linné. Proserpinaca palustris ingår i släktet Proserpinaca och familjen slingeväxter.

## Underarter
Arten delas in i följande underarter:
- P. p. amblyogona
- P. p. australis
- P. p. crebra

## Bildgalleri

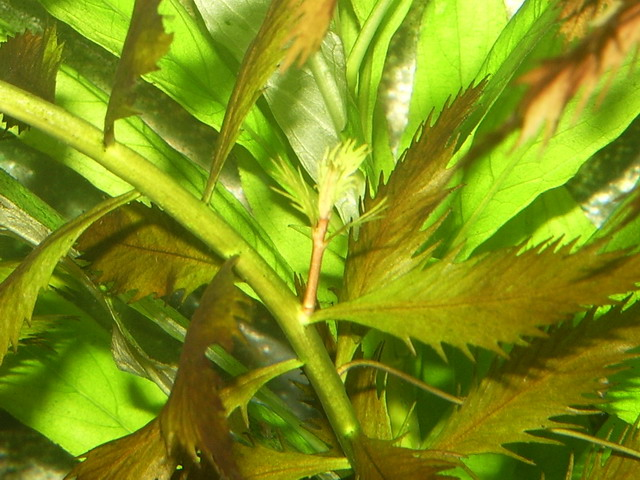
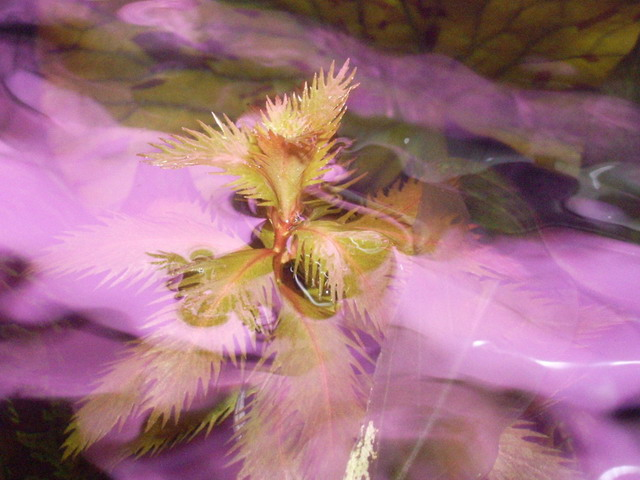
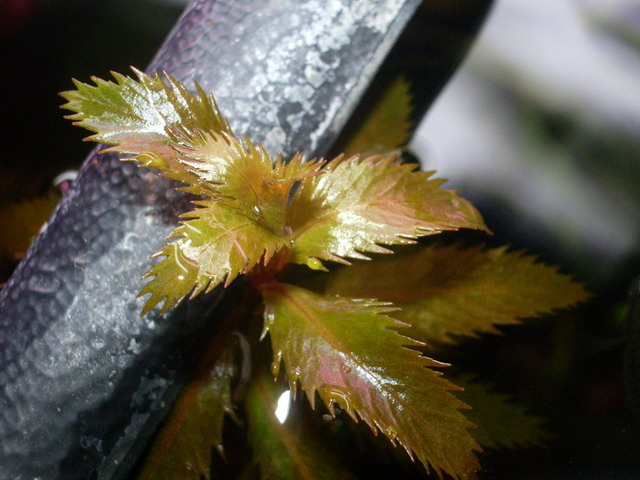
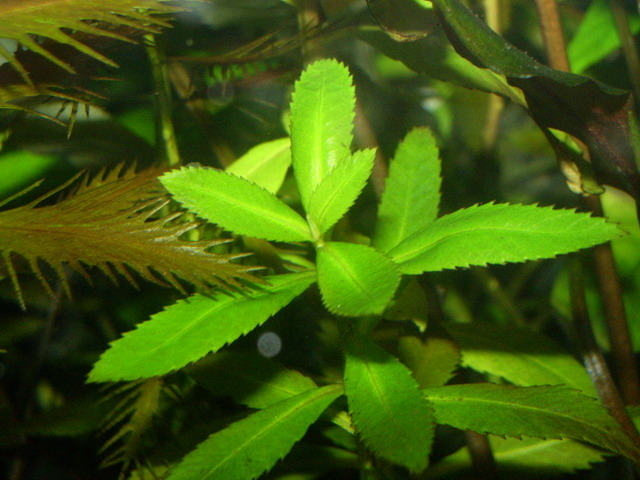
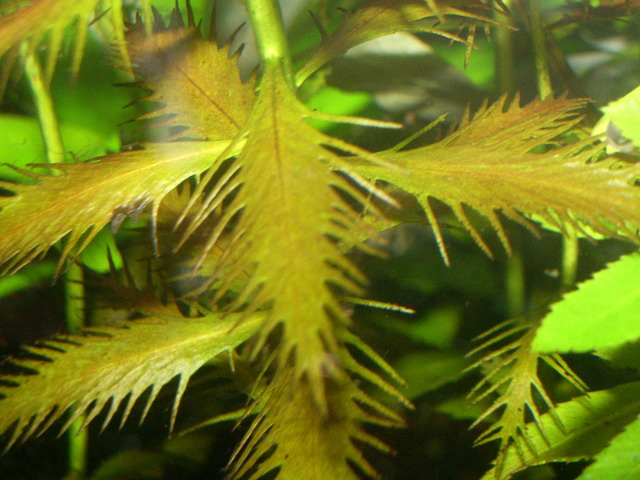
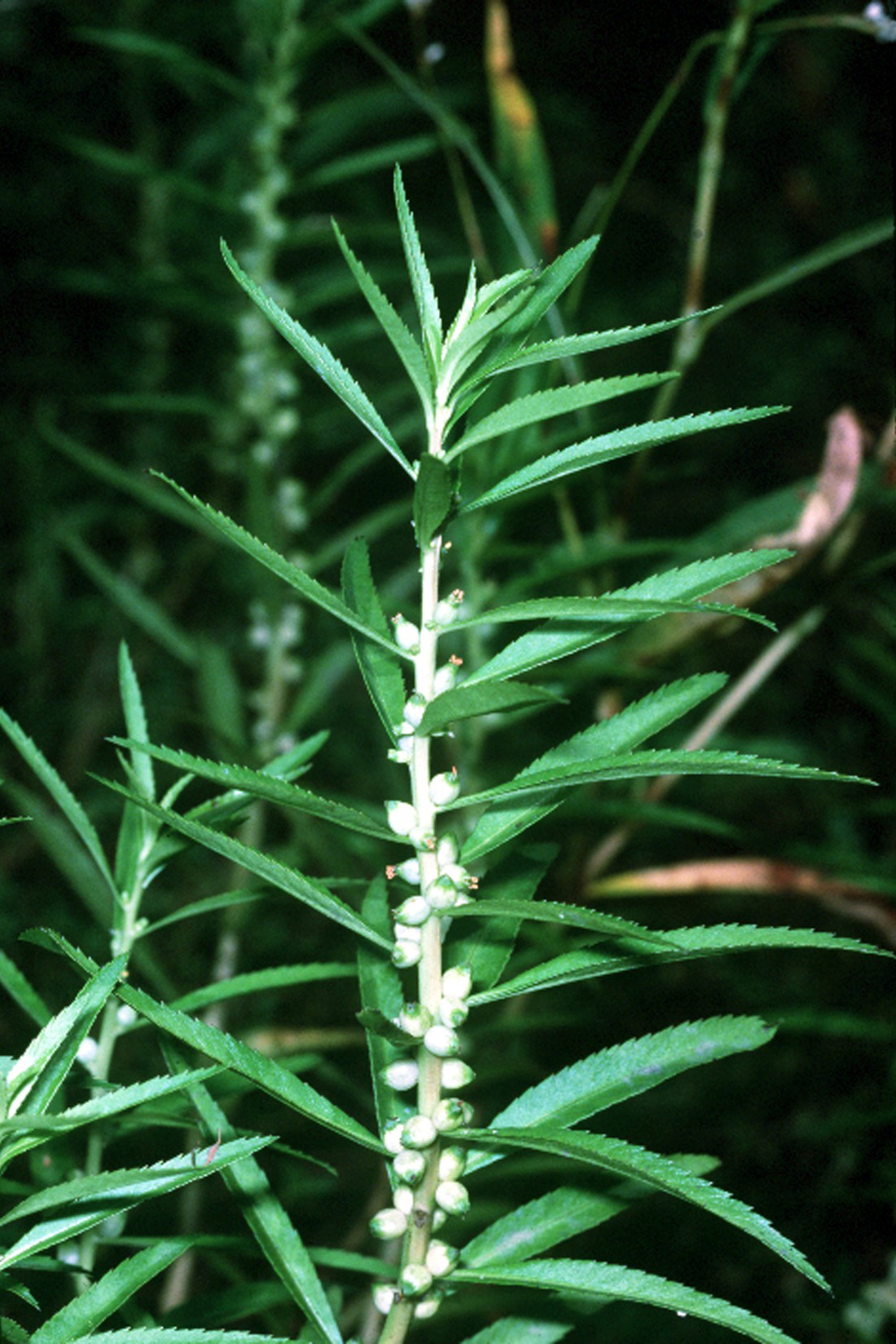